# Hayden (Idaho)
Hayden è una città degli Stati Uniti d'America, situata nello Stato dell'Idaho e in particolare nella contea di Kootenai.